# Kuwait nos Jogos Olímpicos de Verão de 1992
O Kuwait participou dos Jogos Olímpicos de Verão de 1992 em Barcelona, Espanha.

## Resultados por Evento

### Atletismo
110m com barreiras masculino
- Zeiad Al-Kheder
  - Eliminatórias — 14.51 (→ não avançou)

Salto triplo masculino
- Marsoq Al-Yoha
  - Classificatória — 16.75 m (→ não avançou)

Lançamento de dardo masculino
- Ghanim Mabrouk
  - Classificatória — sem marca (→ não avançou)

Lançamento de martelo masculino
- Waleed Al-Bakheet
  - Classificatória — 63.94 m (→ não avançou)